# Jean-Séraphin-Désiré Besson
Jean-Séraphin-Désiré Besson (1795-1864) est un sculpteur, peintre, professeur de dessin et conservateur de musée français.

## Biographie
Jean-Séraphin-Désiré Besson st né à Saint-Laurent-en-Grand-Vaux (Jura), le 17 février 1795. Puis il s'établit à Dole où, tout en s'adonnant à la fabrication d'horlogerie, il fut nommé professeur à l'École des arts et métiers devenue plus tard l'École de dessin. En 1821, aidé du maire, M. Dusillet, et du bibliothécaire, M. Pallu, il fonda le musée de la ville, dont il resta le conservateur jusqu'à sa mort. Il exposa au Salon de Paris, en 1850, sculpta quelques figures en bois pour l'église de Dole et exécuta plusieurs bustes qui sont placés aujourd'hui dans les Musées de Versailles et de Lons-le-Saulnier et dans les Bibliothèques municipales de Dôle et de Besançon. On lui doit aussi quelques ouvrages de peinture. Il fut décoré de la Légion d honneur en 1861. Il était le père du peintre Faustin Besson. Il meurt le 9 avril 1864  à Dole.

## Œuvres
- Deux anges adorateurs. Statues en bois. Maître-autel de l'église de Dole.
- Grand crucifix en bois. Même église.
- Statuettes en bois décorant la chaire de la même église.
- Le baron Simon Bernard (1779-1839), lieutenant-général. Buste en plâtre. H. 0m 66. Signé et daté de 1831. Musée de Versailles (n° 1916 du catalogue d'Eudore Soulié). Un autre exemplaire en plâtre de ce buste figure à la Bibliothèque municipale de Besançon.
- Jean-Joseph-Antoine Courvoisier, ministre de la Justice sous Charles X, mort en 1835. Buste en plâtre. H. 0 m 65. Signé et daté de 1834. Bibliothèque municipale de Besançon. Un autre exemplaire en plâtre de ce buste est placé à la Bibliothèque municipale de Dole.
- Henri IV. Buste en plâtre. Bibliothèque municipale de Dole.
- Louis-Philippe. Buste en plâtre. Même bibliothèque.
- Le docteur Boursier. Buste en plâtre. Même bibliothèque.
- Le président de Choisey. Buste en plâtre. Même bibliothèque.
- L'abbé Gentet, professeur à l'École centrale. Buste en plâtre. Même bibliothèque .
- Mme Heine. Buste en plâtre. Même bibliothèque.
- Saint Claude. Statuette en ivoire. Même bibliothèque.
- La Fidélité. Terre cuite. Même bibliothèque.
- M. R. F... Statuette. Salon de 1850 (n° 3180).
- Xavier Bichat. Buste en plâtre. Musée de Lons-le-Saunier. Ce buste a figuré à l'Exposition centennale de l'art français, en 1900 (n° 1477).